# 3-Metil-3-pentanol
A 3-metil-3-pentanol a tercier alkoholok közé tartozó szerves vegyület, a hexanol egyik izomerje. Az emilkamát nevű szorongásoldó szer előállításához használják.

## Fordítás
Ez a szócikk részben vagy egészben  a(z)   3-Methyl-3-pentanol című angol Wikipédia-szócikk ezen változatának fordításán alapul.  Az eredeti cikk szerkesztőit annak laptörténete sorolja fel. Ez a jelzés csupán a megfogalmazás eredetét és a szerzői jogokat jelzi, nem szolgál a cikkben szereplő információk forrásmegjelöléseként.